# Ложноочиток
Ложноочиток (лат. Pseudosedum) — род травянистых суккулентных растений небольшого размера семейства Толстянковые.

## Ботаническое описание
Травы многолетние, голые. Корни шнуровидные до клубневидных. Корневая крона с несколькими треугольными мелкими пленчатыми листьями. Листья очередные, от продолговатых до линейных, терететовые, мясистые. Цветоносы однолетние, простые, прямостоячие или восходящие, густо облиственные, старые стебли иногда сохраняются. Чередование стеблевых листьев. Соцветие верхушечное, группа преимущественно скорпиовидных кистей, обычно щитковидных, многоцветковых. Цветки обоеполые, 5- или 6-членные. Чашелистики у основания сросшиеся. Венчик красноватый и при высыхании золотисто-желтый или белый, от воронкообразной до колокольчатой формы; лопасти срастаются почти до середины. Тычинок в 2 раза больше, чем лепестков. Плодолистики прямостоячие. Стройные стили. Фолликулы прямостоячие, ланцетные, многосемянные. Семена большей частью продолговатые.

## Распространение и экология
Природный ареал — Центральная Азия: Афганистан, Алтай, Иран, Казахстан, Кыргызстан, Монголия, Пакистан, Таджикистан, Туркменистан, Узбекистан, Западные Гималаи, Синьцзян.

### Таксономия
Pseudosedum A.Berger, 1930, Nat. Pflanzenfam. ed. 2 , 18a: 465
Род Ложноочиток относится к семейству Толстянковые (Crassulaceae) порядка Камнеломкоцветные (Saxifragales). Кладограмма в соответствии с Системой APG IV  по состоянию на декабрь 2023 года:
|  |                          |  |                                   |                                   |              |  | еще 14 семейств |             |             |                         |
|  |                          |  |                                   |                                   |              |  |                 |             |             | 14 подтвержденных видов |
|  |                          |  |                                   | порядок Камнеломкоцветные         |              |  |                 |             | Ложноочиток |                         |
|  |                          |  |                                   | порядок Камнеломкоцветные         |              |  |                 |             | Ложноочиток |                         |
|  | клада Цветковые растения |  |                                   |                                   | Толстянковые |  |                 |             |             |                         |
|  | клада Цветковые растения |  |                                   |                                   |              |  |                 |             |             |                         |
|  |                          |  | ещё 63 порядка цветковых растений | ещё 63 порядка цветковых растений |              |  |                 | еще 52 рода | еще 52 рода |                         |
|  |                          |  |                                   | ещё 63 порядка цветковых растений |              |  |                 |             | еще 52 рода |                         |